# I love English World
 (mars 2015).
Si vous disposez d'ouvrages ou d'articles de référence ou si vous connaissez des sites web de qualité traitant du thème abordé ici, merci de compléter l'article en donnant les références utiles à sa vérifiabilité et en les liant à la section « Notes et références ».
I love English World est un magazine français pour lycéens (à partir de 15 ans) du groupe Bayard Presse né en 1991 sous le nom de Today in English. Le changement du nom a eu lieu en 2015 avec son numéro de septembre.
Associé à des données audio (sur CD ou disponible sur le site internet), il a pour but de connecter son lecteur au monde anglo-saxon par le biais de reportages, de bandes dessinées et d'actualités en anglais avec quelques indications en bas de page afin de comprendre les expressions complexes.
Le magazine s'inscrit dans la gamme langue de Bayard Jeunesse qui comprend : I Love English Mini, I Love English Kids, I Love English et I Love English World.
Dès février 2025, le magazine I Love English World arrête sa publication papier et devient une application : I Love English News Expert !